# Ratchet & Clank (pel·lícula)
Ratchet & Clank és una pel·lícula americana en 3D d'animació per ordinador. És el primer lliurament i comèdia d'acció dirigida per Kevin Munroe i Jerrica Cleland, produïda per Kim Dent Wilder, Brad Foxhoven, David Wohl i Kylie Ellis i escrita per Evan Wise. La pel·lícula està basada en la famosa sèrie de videojocs Ratchet & Clank. L'elenc principal inclou a James Arnold Taylor, David Kaye, Jim Ward, Paul Giamatti, John Goodman, Bella Thorne, Rosario Dawson, Andrew Cownden i Sylvester Stallone. Ha estat doblada en català.

## Argument
La pel·lícula narra l'original història d'amistat entre el Ratchet, l'impulsiu mecànic que tot ho arregla de l'espècie lombax, i el seu inseparable robot sentinella Clank. Al planeta Veldin, el Ratchet somia amb convertir-se en un dels herois dels Galactic Space Rangers, liderats pel carismàtic Capità Qwark. L'oportunitat de sortir de la seva tediosa vida en un petit garatge de reparació de naus sembla caure-li del cel quan el Qwark convoca una prova per incorporar nous membres al seu equip. Mentrestant, l'intrigant i maligne Drek decideix destruir el planeta Tenemule amb la seva nova i flamant arma: el Desplanetizador.

## Repartiment
Ratchet James Arnold Taylor
Clank David Kaye
Capitán Qwark Jim Ward
Presidente Drek Paul Giamatti
Zed Andrew Cownden
Grimroth John Goodman
Cora Bella Thorne
Brax Vincent Tong
Elaris Rosario Dawson
Victor Von Ion Sylvester Stallone
Doctor Nefarious Armin Shimerman